# Cà Mau
Cà Mau wymowaⓘ – miasto w południowym Wietnamie, w prowincji Cà Mau, nad Morzem Południowochińskim. W 2019 roku liczyło 226 372 mieszkańców.